# 清远职业技术学院
清远职业技术学院于2002年成立，是经广东省人民政府批准、教育部备案的全日制公办高等专科院校。办学定位为“以高职教育为主体、面向市场、服务地方，为区域经济、社会发展培养高技能人才”。

## 历史沿革
2002年，经广东省人民政府批准、国家教育部备案，清远职业技术学院成立。

## 校区
清远职业技术学院位于广东省清远市清城区东城街蟠龙园，规划用地3461亩。

## 教研单位

### 学院系所
- 护理学院
- 外语与经贸学院
- 机电工程学院
- 继续教育学院
  - 师范教育系
  - 旅游与家政管理系
  - 食品药品系
  - 计算机应用系
  - 艺术系
- 中专部

## 师生概况

### 现在情况
现有教职工500多人，其中专职教师400多人，副高以上职称教师90余人。现有在校生13000多人，其中全日制普通专科学生8450人，中专学生732人，成人教育学生4200多人。

### 历任院长
- 赵鹏飞

### 现任领导
| 党委书记       | 黄卫星 | 主持学校党委工作，分管干部、组织工作 |
| 学院院长       | 赵鹏飞 |                                      |
| 副院长         | 黄昌孝 |                                      |
| 副院长         | 蒋平生 |                                      |
| 副院长         | 胡赛阳 |                                      |
| 党委委员       | 刘惠洪 |                                      |
| 组织人事处处长 | 植新培 |                                      |

- 参见清远职业技术学院现任领导